# Platyspermation crassifolium
Platyspermation crassifolium là một loài thực vật thuộc họ Alseuosmiaceae (trước đây xếp trong họ Escalloniaceae). Đây là loài đặc hữu của New Caledonia.